# GG Allin

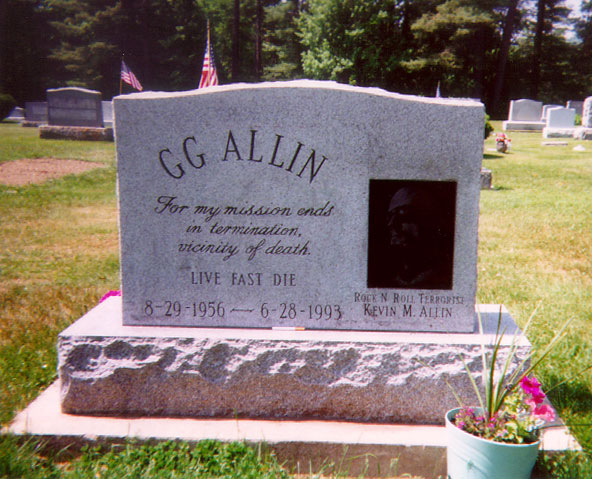
Allins Grab in Littleton, New Hampshire

Kevin Michael „GG“ Allin (geboren als Jesus Christ Allin; * 29. August 1956 in Lancaster, New Hampshire; † 28. Juni 1993 in New York City) war ein US-amerikanischer Punkrock-Musiker.

## Leben
Allin hatte eine schwierige Kindheit, da sein Vater einer Sekte angehörte und Freude daran hatte, seine Frau und Kinder einzusperren und vor der Öffentlichkeit zu verbergen.
Allins Shows, die er ebenso wie seine Aufnahmen mit stets wechselnden Mitmusikern bestritt, waren extreme Performances unter Einbeziehung des Publikums; unter anderem attackierte er sein Publikum, verstümmelte sich selbst auf der Bühne, aß seine eigenen Exkremente oder masturbierte.
Die Texte seiner Songs handelten meist von Gewalt, Menschenhass und brutalen sexuellen Phantasien mit Blut, Urin und Kot und schreckten selbst vor Kindervergewaltigungen, Mord und Vergewaltigung der eigenen Familie nicht zurück.
In den späten 1980er- und frühen 1990er-Jahren war Allin Gast vieler Talkshows, in denen er seine Vision einer Mission für den Rock ’n’ Roll kundtat: Er wollte „die Gefahr zurück zum Rock n Roll“ bringen, den Krieg im Rock-’n’-Roll-Untergrund erklären und sein Vorhaben darstellen, dass er auf der Bühne Suizid begehen und einen möglichst großen Teil des Publikums „mitnehmen“ wolle.
Allin starb 1993 in New York nach einem vorzeitig abgebrochenen Konzert an einer Überdosis Heroin.

## Veröffentlichungen (Auswahl)
Alben
- 1980: Always Was, Is and Always Shall Be (als GG Allin and the Jabbers)
- 1983: Eat My Fuc (als GG Allin and the Scumfucs)
- 1987: You Give Love a Bad Name (als GG Allin and the Holy Men)
- 1988: Freaks, Faggots, Drunks and Junkies
- 1991: Murder Junkies (als GG Allin and Antiseen)
- 1993: Brutality and Bloodshed for All (als GG Allin and the Murder Junkies)

Dokumentarfilm
- 1993: Hated: GG Allin and the Murder Junkies (Regie: Todd Phillips)